# Zisterzienserinnenabtei Solières

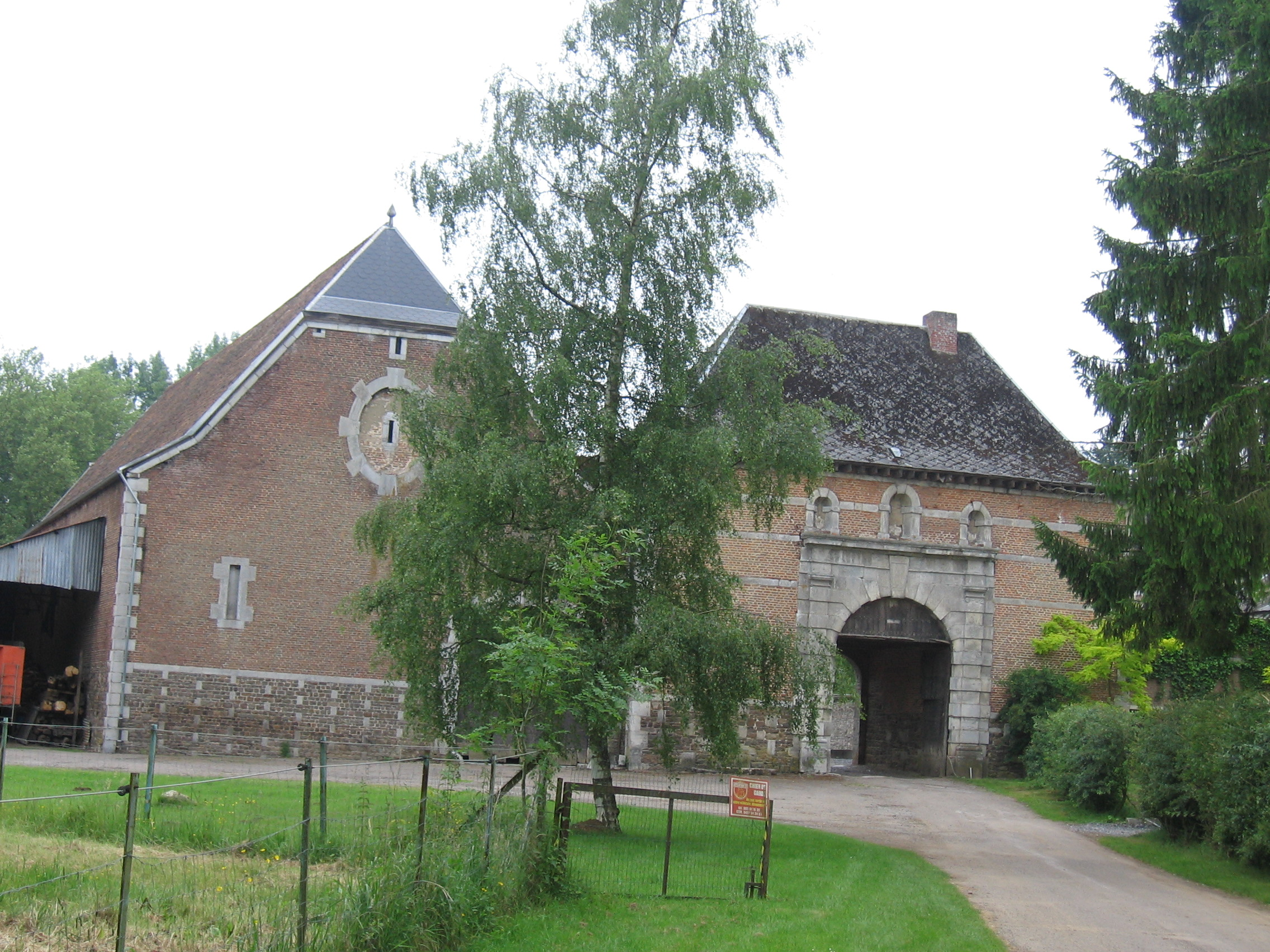
Portal der ehemaligen Abtei

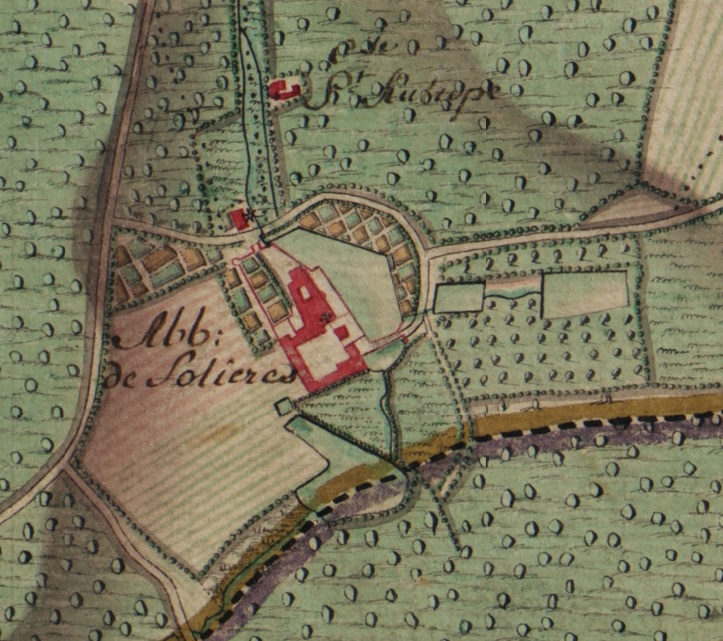
Die Abtei auf der Ferraris-Karte, 18. Jahrhundert

Die Zisterzienserinnenabtei Solières war von 1229 bis 1796 ein Kloster der Zisterzienserinnen in Ben-Ahin, Huy, Provinz Lüttich, in Belgien.

## Geschichte
Die  Augustinerinnen des 1224 gegründeten Klosters Solières (am Bach gleichen Namens, sieben Kilometer westlich von Huy, im heutigen Weiler Solières, am Ostufer der Maas) wurden 1229 zisterziensisch (päpstliche Bestätigung 1231). Das Kloster (das in der berühmten Ferraris-Karte von 1771 eingezeichnet war) bestand bis zu seiner Auflösung im Jahre 1795. Es wurde überwiegend abgebaut. Bedeutendster Rest ist das später „Schloss“ genannte Äbtissinnenhaus. Die Anlage (die auch ein großes Portal umfasst) steht seit 1984 unter Denkmalschutz.